# Черноглава плевенска овца
Черноглава плевенска овца е българска порода овце с предназначение добив на вълна, мляко и месо.

## Разпространение
Породата е разпространена в стопанства в селища, намиращи се във всички равнинни и предпланински райони на България. Името ѝ произлиза от град Плевен, в района на който посредством народна и целенасочена селекция е създадена породата.
Към 2008 г. броят на представителите на породата е бил 132 500 индивида.
Рисков статус – няма риск.

## Описание
Главата е нежна, черна, суха с правилна или леко изпъкнала профилна линия. Тя е незарунена, но е с къси пигментирани косми. Някои от животните са с бяло петно на челото, тила и между ушите. Ушите са черни и стоят надолу. Шията и тялото са удължени, гръдния кош е тесен и дълбок. Краката също са черни, незарунени с бели пръстени или петна по тях. Копитата са черни и здрави. Опашката е тънка, дълга и зарунена. При повечето животни вълната е бяла. При около 4 - 5% от животните тя е с по-тъмен цвят. Руното е от два типа - затворено и полуотворено. Вимето е добре развито с добре поставени цицки.
Агнетата се раждат с пигментирана космена покривка, която към 6 – 7 месечна възраст изсветлява.
Овцете са с тегло 62 – 80 kg, а кочовете 100 – 150 kg. Средният настриг на вълна е 2,8 – 5 kg при овцете и 5 – 7 kg при кочовете. Плодовитостта е в равките на 130 – 160%.